# Rhizopsammia goesi
Rhizopsammia goesi är en korallart som först beskrevs av Gustaf Lindström 1877.  Rhizopsammia goesi ingår i släktet Rhizopsammia och familjen Dendrophylliidae. Inga underarter finns listade i Catalogue of Life.